# B-451
La B-451 és una curta carretera de justament un quilòmetre i quart de llargària del terme municipal de Sant Fruitós de Bages, a la comarca catalana del Bages. La B correspon a la demarcació de Barcelona, cosa que indica la seva antiga pertinença a la Diputació de Barcelona. Actualment pertany a la Generalitat de Catalunya.
Té l'origen a la carretera N-141c, en el veïnat de Torrella de Baix, del terme municipal de Sant Fruitós de Bages. Parteix de la rotonda situada a l'extrem nord-est d'aquest veïnat, i en surt cap al nord, per de seguida agafar la direcció nord-est. Al cap d'un quilòmetre i 250 metres de recorregut arriba a una cruïlla on enllaça amb la carretera BV-4511, que mena a Santpedor i amb la BV-4512, que duu a Artés. Aquesta cruïlla és a 250 metres a migdia del Pont de Cabrianes, al nord-oest de Cal Gras i al sud-oest de Ca la Rossa.
Al costat de llevant d'aquesta carretera s'estén el Polígon Industrial de la Carretera d'Artés i la Fàbrica dels Francesos, i a llevant l'antic poble rural d'Olzinelles.